# Paul Papp
Paul Papp (Dej, 11 de noviembre de 1989) es un futbolista rumano que juega en la demarcación de defensa para el F. C. Petrolul Ploiești de la Liga I.

## Selección nacional
Debutó con la selección de fútbol de Rumania el 8 de febrero de 2011 en un partido amistoso contra Ucrania que finalizó con un resultado de empate a dos. Además disputó la clasificación para la Eurocopa 2012 y la clasificación para la Eurocopa 2016.

### Goles internacionales
| # | Fecha                   | Estadio                               | Oponente          | Gol | Resultado | Competición                         |
| - | ----------------------- | ------------------------------------- | ----------------- | --- | --------- | ----------------------------------- |
| 1 | 15 de agosto de 2012    | Estadio Stožice, Liubliana, Eslovenia | Eslovenia         | 2-1 | 4-3       | Amistoso                            |
| 2 | 14 de noviembre de 2014 | Arena Națională, Bucarest, Rumania    | Irlanda del Norte | 1–0 | 2-0       | Clasificación para la Eurocopa 2016 |
| 3 | 14 de noviembre de 2014 | Arena Națională, Bucarest, Rumania    | Irlanda del Norte | 2–0 | 2-0       | Clasificación para la Eurocopa 2016 |

## Clubes
| Club                    | País    | Año       | Partidos | Goles |
| ----------------------- | ------- | --------- | -------- | ----- |
| F. C. Unirea Dej        | Rumania | 2006-2008 | 38       | 3     |
| F. C. Botoşani          | Rumania | 2008-2009 | 18       | 0     |
| F. C. Vaslui            | Rumania | 2009      | 1        | 0     |
| F. C. Farul Constanța   | Rumania | 2009      | 14       | 0     |
| F. C. Vaslui            | Rumania | 2010-2012 | 91       | 6     |
| A. C. ChievoVerona      | Italia  | 2012-2014 | 17       | 1     |
| F. C. Astra Giurgiu     | Rumania | 2014      | 12       | 2     |
| Steaua de Bucarest      | Rumania | 2014-2016 | 65       | 3     |
| F. C. Wil               | Suiza   | 2016-2017 | 17       | 3     |
| Kardemir Karabükspor    | Turquía | 2017      | 27       | 1     |
| Sivasspor               | Turquía | 2018-2020 | 29       | 0     |
| Universitatea Craiova   | Rumania | 2020-2023 | 67       | 3     |
| F. C. Petrolul Ploiești | Rumania | 2023-     | 82       | 3     |

## Palmarés

### Campeonatos nacionales
| Título               | Club                  | País    | Año  |
| -------------------- | --------------------- | ------- | ---- |
| Copa de Rumania      | F. C. Astra Giurgiu   | Rumania | 2014 |
| Liga I               | Steaua de Bucarest    | Rumania | 2015 |
| Copa de Rumania      | Steaua de Bucarest    | Rumania | 2015 |
| Cupa Ligii           | Steaua de Bucarest    | Rumania | 2015 |
| Copa de Rumania      | Universitatea Craiova | Rumania | 2021 |
| Supercopa de Rumania | Universitatea Craiova | Rumania | 2021 |